# Guerra Longa
A Longa Guerra Turca ou Guerra dos Treze Anos foi uma guerra terrestre indecisa entre a monarquia de Habsburgo e o Império Otomano, principalmente sobre os Principados da Valáquia, Transilvânia e Moldávia. Foi travada de 1593 a 1606, mas na Europa às vezes é chamada de Guerra dos Quinze Anos, contando a partir da campanha turca de 1591-92 que capturou Bihać.
Na série de guerras otomanas na Europa, foi o principal teste de força entre a Guerra Otomano-Veneza (1570-73) e a Guerra Cretense (1645–69). A próxima das principais guerras Otomano-Habsburgo foi a Guerra Austro-Turca de 1663-1664. No geral, o conflito consistiu em um grande número de batalhas e cercos custosos, mas com pouco ganho para ambos os lados.

## Visão geral
Os principais participantes da guerra foram a Monarquia de Habsburgo, o Principado da Transilvânia, Valáquia e Moldávia, opondo-se ao Império Otomano. Ferrária, Toscana, Mântua e o Estado Papal também estiveram envolvidos em menor grau.

### Financiamento de guerra
O Turkenkriege reuniu um apoio maior do que o habitual por trás do Sacro Imperador Romano. O Reichstag reuniu-se em 1594 e votou uma substancial concessão de impostos, renovando-a quatro anos depois e novamente em 1603. Os príncipes da Itália Imperial fizeram pequenas contribuições; os maiores vieram de outros estados da Itália, do Papado e do Império Espanhol. No total, a monarquia de Habsburgo arrecadou 40 milhões de florins para o esforço de guerra de suas próprias propriedades, o Reichstag e Kreis 20 milhões, a Itália imperial 0,5 milhão, a Espanha 3,75 milhões e os Estados papais 2,85 milhões. Alguns estados imperiais enviaram tropas em vez de financiamento. Por exemplo, a Toscana enviou um destacamento inicial de 3.600 soldados em 1593, reforçado posteriormente por destacamentos menores (dois mil toscanos estavam na Hungria em 1601), incluindo muitos especialistas em fortificações e artilharia (Giovanni de'Medici foi nomeado general imperial de artilharia na Hungria). Mântua inicialmente enviou três companhias de cavalaria, seguidas por outros destacamentos em 1594, 1597 e 1601.